# ماكس بولك
ماكس بولك (بالألمانية: Max Pollak)‏ هو مصمم رقص نمساوي، ولد في 1 سبتمبر 1970 في فيينا في النمسا.

## وصلات خارجية
- الموقع الرسمي
- ماكس بولك على موقع ميوزك برينز (الإنجليزية)
- ماكس بولك على موقع ديسكوغز (الإنجليزية)